# Medrano (Spagna)
Medrano è un comune spagnolo di 206 abitanti situato nella comunità autonoma di La Rioja.